# 阿丽亚
阿丽亚（1992年5月10日—），中国蒙古族女演员。

## 生平
她生於内蒙古自治区，曾就读于上海戏剧学院。她的第一部作品是2013年上映的电视剧《绞刑架下的春天》。她還曾參演《九州·天空城》、《扶摇》、《閃耀的她》等電視劇。